# Агль аль-Байт
Агль аль-Байт (араб. أهل البيت, дос. «люди дому») — родина пророка Магомета, його найближчі родичі. У Корані вислів «Агль аль-Байт» зустрічається двічі. В першому випадку йдеться про родину Ібрагіма, а у другому — Магомета. У Корані сказано, що Аллах бажає повністю очистити родину Магомета від усякої скверни. Виходячи з цього багато ісламських вчених вважають Агль аль-Байт чистою від гріхів та помилок
Серед мусульманських богословів існують різні думки щодо того, кого вважати членами родини пророка Магомета.
Суніти вважають, що до «Агль аль-Байт» потрібно відносити всіх родичів пророка та його дружин.
Шиїти наполягають, що до «Агль аль-Байт» можуть належати лише перша дружина Магомета Хадіджа, донька Фатіма, зять та двоюрідний брат Алі ібн Абу-Таліб, онуки Хасан та Хусейн, а також імами (їх нащадки). Як доказ наводиться хадис, де Магомет, накинувши на Фатіму, Алі та їх дітей свій плащ, промовив за них спеціальну молитву.
Родину пророка Магомета шанують усі мусульмани. Саме Агль аль-Байт мусульмани прославляють під час обов'язкових п'ятикратних молитов («О Аллах, благослови Магомета та родину Магомета»). Вважається, що Магомет заповідав, щоб ті, хто просить у Аллаха благословення для нього, просили б також благословення для його родини